# Roald van Hout
Roald van Hout (Waddinxveen, 23 aprile 1988) è un ex calciatore olandese, di ruolo attaccante.